# Rolf Glasmeier

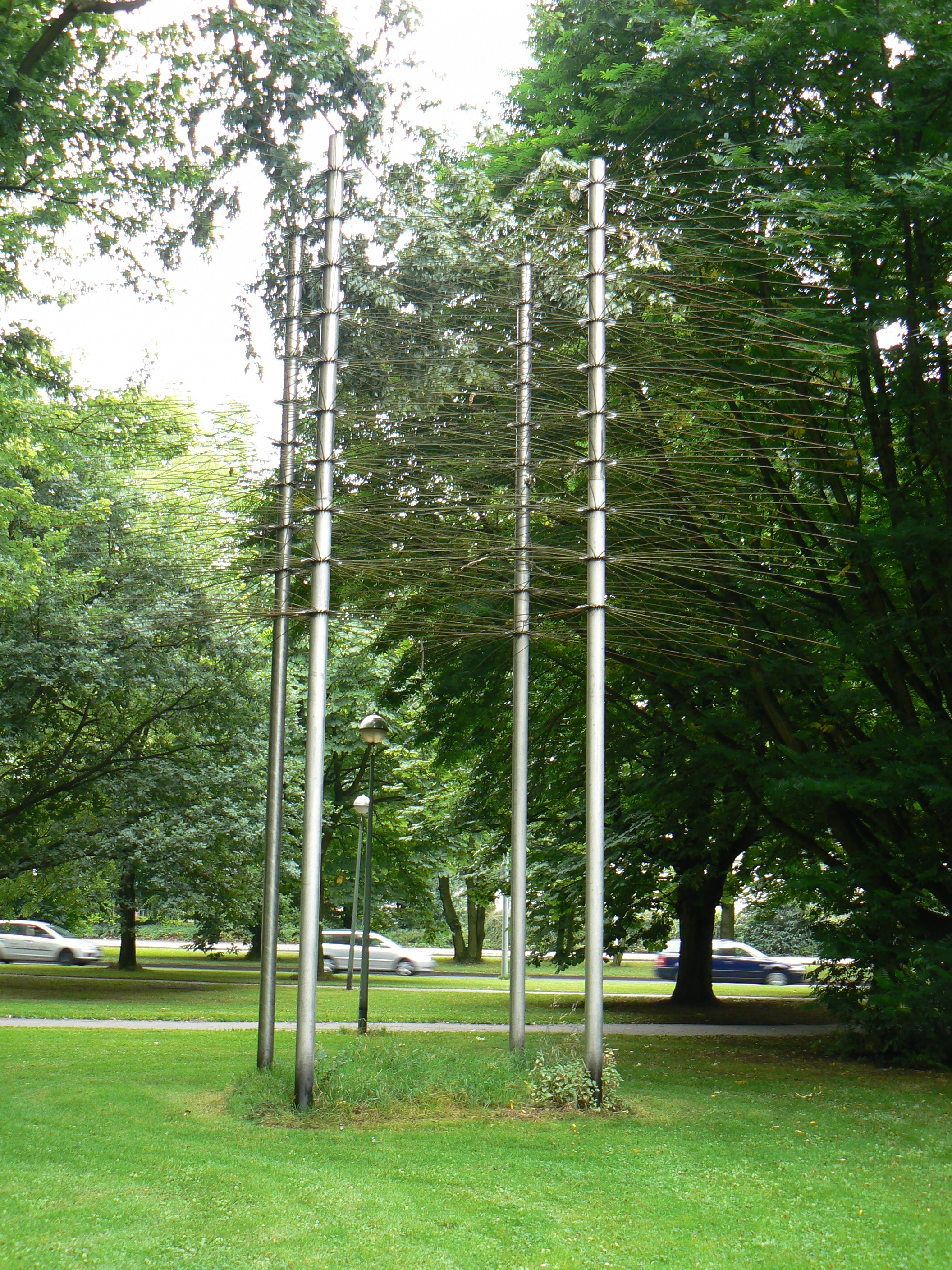
Arbres d'antenne, sculpture cinétique, 1981

Rolf Glasmeier (né le 28 mars 1945 à Pewsum (Krummhörn), mort le 30 mars 2003 à Gelsenkirchen) est un artiste allemand.

## Biographie
En 1949, ses parents s'installent à Gelsenkirchen. Après un apprentissage de typographe terminé en 1962, il étudie entre 1965 et 1968 à l'École de design d'Ulm, auprès d'Otl Aicher. En 1967, il présente sa première œuvre détournant des objets. En 1968, il participe à une exposition internationale à Zagreb. Entre 1985 et 1989, il devient professeur de typographie à Dortmund et de design à la Muthesius Kunsthochschule (de). Il reçoit le premier prix de sculpture de la VIe Biennale de Paris de Paris en 1969 et celui de la Villa Massimo à Rome. En 1994, il intègre le Deutscher Werkbund.

## Œuvre
Pour Rolf Glasmeier, l'art et la vie sont étroitement liés. Il travaille de nombreuses techniques : photographie, typographie, sculpture, dessin, illustration, design... Il donne un sens politique sur la société et son environnement. Il collabore aussi avec de nombreux artistes d'autres domaines : Mario Reis (de), Claus van Bebber (de), Klaus Küster (de), Jochem Ahmann (de), John Fischer (de), Knut Wolfgang Maron, Theo Jörgensmann, F. K. Waechter…
Dans ses premiers travaux, il détourne des objets du quotidien de leurs sens dans des installations interactives. Dans ses photos, il joue de l'ombre et de la lumière pour faire apparaître la structure et l'éphémérité de la perception. Dans les années 1970, il s'intéresse à la technologie. Avec des matériaux naturels et des objets de récupération, il pose des questions plus universelles.